# Hammam Melouane
Hammam Melouane, en tamazight de l'Atlas blidéen : Ḥammam Melwan, tifinagh : ⵃⴰⵎⵎⴰⵎ ⵎⴻⵍⵡⴰⵏ, est une commune de la wilaya de Blida en Algérie.

## Géographie

### Localisation
La commune de Hammam Melouane est située au sud de la wilaya de Blida, à environ 30 km à l'est de Blida et à environ 40 km au sud d'Alger et à environ 47 km au nord-est de Médéa
| Bouinan                       | Bouinan, Chebli             | Bougara                 |
| Chréa                         | Hammam Melouane             | Bougara                 |
| El Hamdania (Wilaya de Médéa) | El Omaria (Wilaya de Médéa) | Baata (Wilaya de Médéa) |

### Localités de la commune
Lors du découpage administratif de 1984, la commune de Hammam Melouane est constituée à partir des localités suivantes :
- Hammam Melouane
- Beni Miscera
- Aguenouar
- Bedour
- Boudjebar
- Kachar
- M'Sih
- Taoussert
- Zouatra
- Tizi N'Taga
- Megta Lazreg
- Yema Halima
- Sbachnia
- Tahamoult
- Cité Nouvelle

### Climat
Le climat à Hammam Melouane, est chaud et tempéré. La classification de Köppen est de type Csa. La température moyenne est de 17.3 °C et la moyenne des précipitations annuelles dépasse les 700 mm. Il pleut surtout en hiver.

## Démographie
Selon le recensement général de la population et de l'habitat de 2008, la population de la commune de Hammam Melouane est évaluée à 6 076 habitants contre 4 551 habitants du précèdent recensement. C'est la quatrième commune la moins peuplée de la wilaya de Blida.
| 1884  | 1892  | 1897  | 1902  | 1998  | 2008  |
| ----- | ----- | ----- | ----- | ----- | ----- |
| 1 527 | 2 023 | 3 314 | 3 013 | 4 551 | 6 076 |

## Économie

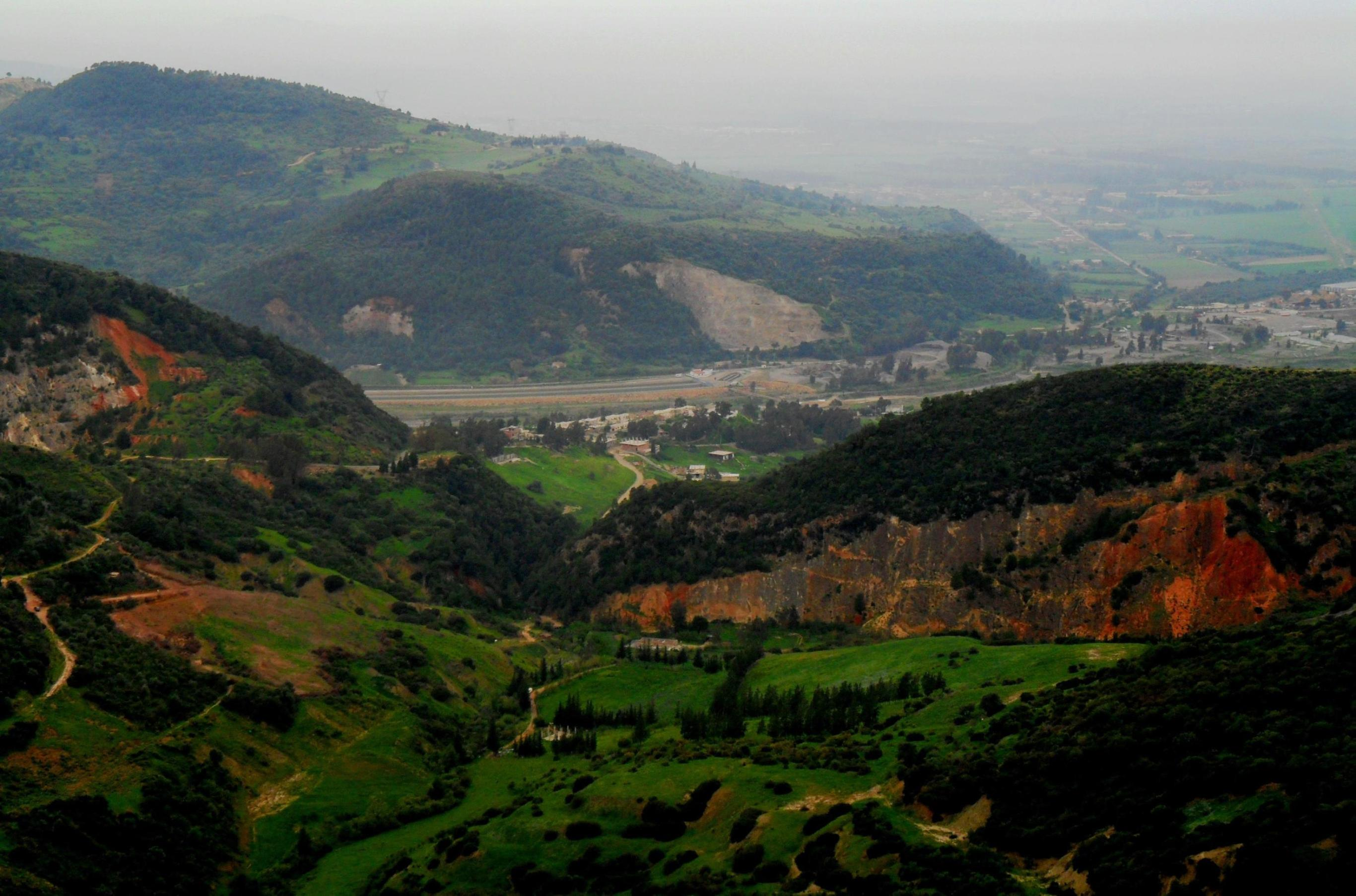
Paysage montagneux de la commune.

Une foire du miel est organisée annuellement dans la commune, elle s'accompagne par une exposition-vente de ces produits (miel, pollen, gelée royale…) et elle se déroule au niveau de l’annexe du parc de Chréa. Cette manifestation dure une dizaine de jours, avec la participation d'apiculteurs de la région de la Mitidja, région productive des mellifères.
La station thermale de Hammam Melouane accueille de nombreux curistes et touristes, en particulier durant la saison estivale. La source thermale antique est située au cœur de la montagne et a donné son nom à la commune. Ces eaux chaudes s'écoulent à travers un oued et constituent la principale attraction des visiteurs.